# Poule C de la Coupe du monde de rugby à XV 2011
La poule C de la Coupe du monde de rugby à XV 2011, qui se dispute en Nouvelle-Zélande du 9 septembre au 3 octobre 2011  comprend cinq équipes dont les deux premières se qualifient pour les quarts de finale de la compétition. Conformément au tirage au sort effectué le 1er décembre 2008 à Londres, les équipes d'Australie, d'Irlande, d'Italie, des États-Unis et de Russie composent cette poule. Le premier de ce groupe affronte le second de la Poule D et le deuxième de ce groupe affronte le premier de la Poule D.
L'Irlande réalise la plus grande performance de ce premier tour. L’Irlande termine première du groupe C, invaincue et convaincante après un match face à l'Australie où le XV du Trèfle a dominé son adversaire et se présente désormais en position favorable pour disputer une demi-finale. Pour cela les Irlandais devront s'imposer en quart de finale face au pays de Galles. L'Australie a souffert lors de cette première phase, obligée de puiser dans ses réserves après une hécatombe de blessés tout au long du mois. Elle espère les récupérer pour le quart de finale face à l'Afrique du Sud. L'Italie a encore déçu, incapable de menacer les nations qui lui sont supérieurs au classement IRB. À la troisième place de la Poule C, elle est à son niveau et se qualifie directement pour la Coupe du monde 2015. Les États-Unis ont atteint leur objectif en battant la Russie et ils ont même réussi à tenir tête à l'Australie pendant une mi-temps et à accrocher l'Irlande. La Russie termine logiquement dernière mais semble avoir beaucoup appris pour sa première participation.

## Classement
| Rang | Pays       | J | V | N | D | Em | Ee | Bo | Bd | Pm  | Pe  | Diff | Pts |
| ---- | ---------- | - | - | - | - | -- | -- | -- | -- | --- | --- | ---- | --- |
| 1    | Irlande    | 4 | 4 | 0 | 0 | 15 | 3  | 1  | 0  | 135 | 34  | +101 | 17  |
| 2    | Australie  | 4 | 3 | 0 | 1 | 25 | 4  | 3  | 0  | 173 | 48  | +125 | 15  |
| 3    | Italie     | 4 | 2 | 0 | 2 | 13 | 11 | 2  | 0  | 92  | 95  | -3   | 10  |
| 4    | États-Unis | 4 | 1 | 0 | 3 | 4  | 18 | 0  | 0  | 38  | 122 | -84  | 4   |
| 5    | Russie     | 4 | 0 | 0 | 4 | 8  | 29 | 0  | 1  | 57  | 196 | -139 | 1   |

|  | Qualifiés pour les quarts de finale (no 1, no 2). |
|  | V : victoires • N : matchs nuls • D : défaites • EM : essais marqués • EE : essais encaissés • BO : bonus offensif • BD : bonus défensif • PM : points marqués • PE : points encaissés • Diff : différence de points. |

Attribution des points : victoire : 4, match nul : 2, défaite : 0, forfait : -2 ; plus les bonus (offensif : 4 essais marqués ou plus ; défensif : défaite par 7 points d'écart ou moins).
Règles de classement : 1. résultat du match de poule entre les deux équipes ; 2. différence de points ; 3. différence d'essais ; 4. nombre de points marqués ; 5. nombre d'essais marqués ; 6. rang au classement IRB en date du 3 octobre 2011.

## Les matchs

### Australie - Italie
(mt : 6 - 6)
Homme du match : James Horwill 
Points marqués :
- Australie : 4 essais de Alexander (50e), Ashley-Cooper (55e), O'Connor (58e), Ioane (65e), 3 transformations de O'Connor 3 (55e, 58e, 65e) et 2 pénalités de Cooper 2 (18e, 31e)
- Italie : 2 pénalités de Bergamasco 2 (38e, 40e)

Évolution du score : 3-0, 6-0, 6-3, 6-6, 11-6, 18-6, 25-6, 32-6
Arbitre : Alain Rolland 
Résumé
| Australie · Titulaires · Kurtley Beale 15 · 55e Adam Ashley-Cooper 14 · 47e Anthony Fainga'a 13 · Pat McCabe 12 · 65e Digby Ioane 11 · Quade Cooper 10 · 61e Will Genia 9 · Radike Samo 8 · 60e David Pocock 7 · 69e Rocky Elsom 6 · (cap.) James Horwill 5 · 69e Dan Vickerman 4 · 50e 65e Ben Alexander 3 · 61e 72e 77e Stephen Moore 2 · Sekope Kepu 1 · Remplaçants · 61e 72e 77e Tatafu Polota-Nau 16 · 65e James Slipper 17 · 69e Rob Simmons 18 · 60e Ben McCalman 19 · 69e Scott Higginbotham 20 · 61e Luke Burgess 21 · 47e 58e James O'Connor 22 · Entraîneur · Robbie Deans |  | Italie · Titulaires · 15 Andrea Masi · 14 Tommaso Benvenuti · 13 Gonzalo Canale · 12 Gonzalo García 60e · 11 Mirco Bergamasco · 10 Luciano Orquera 73e · 9 Fabio Semenzato 70e · 8 Sergio Parisse (cap.) · 7 Robert Barbieri 50e · 6 Alessandro Zanni · 5 Cornelius van Zyl · 4 Carlo Del Fava 59e · 3 Martin Castrogiovanni 74e · 2 Leonardo Ghiraldini · 1 Andrea Lo Cicero 68e 74e · Remplaçants · 16 Tommaso D'Apice · 17 Lorenzo Cittadini 68e · 18 Marco Bortolami 59e · 19 Paul Derbyshire 50e · 20 Edoardo Gori 70e · 21 Riccardo Bocchino 73e · 22 Luke McLean 60e · Entraîneur · Nick Mallett |

### Irlande - États-Unis
(mt : 10 - 0)
Homme du match : Paul O'Connell 
Points marqués :
- Irlande : 3 essais de Bowe (40e, 60e), Best (57e), 2 transformations de Sexton (40e), O'Gara (60e) et 1 pénalité de Sexton (17e)
- États-Unis : 1 essai de Emerick (80e), 1 transformation de Malifa (80e) et une pénalité de Paterson (55e)

Évolution du score : 3-0, 10-0, 10-3, 15-3, 22-3, 22-10
Arbitre : Craig Joubert 
Résumé
| Irlande · Titulaires · 67e Geordan Murphy 15 · 40e 60e Tommy Bowe 14 · (cap.) Brian O'Driscoll 13 · Gordon D'Arcy 12 · Keith Earls 11 · 50e Jonathan Sexton 10 · 50e Conor Murray 9 · Jamie Heaslip 8 · 61e Shane Jennings 7 · Stephen Ferris 6 · Paul O'Connell 5 · Donncha O'Callaghan 4 · Mike Ross 3 · 57e 61e Rory Best 2 · 64e Tom Court 1 · Remplaçants · 61e Jerry Flannery 16 · 64e Tony Buckley 17 · Donnacha Ryan 18 · 61e Denis Leamy 19 · 50e Eoin Reddan 20 · 50e Ronan O'Gara 21 · 67e Andrew Trimble 22 · Entraîneur · Declan Kidney |  | États-Unis · Titulaires · 15 Blaine Scully · 14 Takudzwa Ngwenya · 13 Paul Emerick 80e · 12 Andrew Suniula 60e · 11 James Paterson · 10 Roland Suniula · 9 Mike Petri 67e · 8 Nic Johnson · 7 Todd Clever (cap.) · 6 Louis Stanfill · 5 Hayden Smith · 4 John van der Giessen · 3 Shawn Pittman · 2 Phil Thiel 68e · 1 Mike MacDonald 62e · Remplaçants · 16 Chris Biller 68e · 17 Mate Moeakiola 62e · 18 Scott LaValla · 19 Pat Danahy · 20 Tim Usasz 67e · 21 Nese Malifa 60e · 22 Colin Hawley · Entraîneur · Eddie O'Sullivan |

### Russie - États-Unis
(mt : 3 - 10)
Homme du match : Mike MacDonald 
Points marqués :
- Russie : 2 pénalités de Kouchnariov (3e), Ratchkov (78e)

- États-Unis : 1 essai de Petri (19e), 1 transformation de Wyles (19e), 2 pénalités de Wyles (12e, 65e)

Évolution du score : 3-0, 3-3, 3-10, 3-13, 6-13
Arbitre : Dave Pearson 
Résumé
| Russie · Titulaires · Igor Klioutchnikov 15 · Vassili Artemiev 14 · Konstantin Ratchkov 13 · Alexeï Makovetski 12 · Vladimir Ostroouchko 11 · Iouri Kouchnariov 10 · Alexandre Chakirov 9 · Viatcheslav Gratchiov 8 · Andreï Garbouzov 7 · 59e Artiom Fatakhov 6 · 61e Denis Antonov 5 · Alexandre Voïtov 4 · Ivan Prichtchepenko 3 · (cap.) Vladislav Korchounov 2 · 73e Sergueï Popov 1 · Remplaçants · Valeri Tsnobiladze 16 · 73e Vladimir Botvinnikov 17 · Alexandre Khrokine 18 · 61e Adam Byrnes 19 · Alexandre Ianiouchkine 20 · 59e Viktor Gressev 21 · Andreï Kouzine 22 · Entraîneur · Nikolaï Nerouch |  | États-Unis · Titulaires · 15 Chris Wyles · 14 Takudzwa Ngwenya · 13 Paul Emerick · 12 Andrew Suniula · 11 James Paterson 38e · 10 Roland Suniula · 9 Mike Petri 19e 68e · 8 Nic Johnson 67e · 7 Todd Clever (cap.) · 6 Louis Stanfill · 5 Hayden Smith · 4 John van der Giessen · 3 Mate Moeakiola 40' à 42' · 2 Chris Biller · 1 Mike MacDonald · Remplaçants · 16 Phil Thiel · 17 Shawn Pittman 40e 42e · 18 Scott LaValla 67e · 19 Pat Danahy · 20 Tim Usasz 68e · 21 Valenese Malifa · 22 Blaine Scully 38e · Entraîneur · Eddie O'Sullivan |

### Australie - Irlande
(mt : 6 - 6)
Homme du match : Cian Healy 
Points marqués :
- Australie : 2 pénalités de O'Connor (10e, 23e)
- Irlande : 4 pénalités de Sexton (15e, 48e), O'Gara (62e, 70e) et 1 drop de Sexton (18e)

Évolution du score : 3-0, 3-3, 3-6, 6-6, 6-9, 6-12, 6-15
Arbitre : Bryce Lawrence 
Résumé
| Australie · Titulaires · Kurtley Beale 15 · James O'Connor 14 · 74e Anthony Fainga'a 13 · Pat McCabe 12 · Adam Ashley-Cooper 11 · Quade Cooper 10 · Will Genia 9 · 74e Radike Samo 8 · David Pocock 7 · 72e Rocky Elsom 6 · (cap.) James Horwill 5 · 63e Dan Vickerman 4 · 62e Ben Alexander 3 · Stephen Moore 2 · Sekope Kepu 1 · Remplaçants · Saia Fainga'a 16 · 62e James Slipper 17 · 63e Rob Simmons 18 · 72e Wycliff Palu 19 · 74e Scott Higginbotham 20 · Luke Burgess 21 · 74e Drew Mitchell 22 · Entraîneur · Robbie Deans |  | Irlande · Titulaires · 15 Rob Kearney 74e · 14 Tommy Bowe · 13 Brian O'Driscoll (cap.) 59e 61e · 12 Gordon D'Arcy 49e · 11 Keith Earls · 10 Jonathan Sexton · 9 Eoin Reddan 57e · 8 Jamie Heaslip · 7 Sean O'Brien · 6 Stephen Ferris · 5 Paul O'Connell · 4 Donncha O'Callaghan · 3 Mike Ross 76e · 2 Rory Best · 1 Cian Healy · Remplaçants · 16 Sean Cronin · 17 Tom Court 76e · 18 Donnacha Ryan · 19 Denis Leamy · 20 Conor Murray 57e · 21 Ronan O'Gara 49e · 22 Andrew Trimble 59e 61e 74e · Entraîneur · Declan Kidney |

### Italie - Russie
(mt : 38 - 7)
Homme du match : Viktor Gressev 
Points marqués :
- Italie : 9 essais de Parisse (6e), Toniolatti (14e, 23e), Benvenuti (16e, 48e), de pénalité (29e), Gori (37e), McLean (64e), Zanni (77e), 4 transformations de Bocchino (7e, 24e, 29e, 38e)
- Russie : 3 essais de Ianiouchkine (34e), Ostroouchko (50e), Makovetski (71e), 1 transformation de Ratchkov (35e)

Évolution du score : 7-0,12-0, 17-0, 24-0, 31-0, 31-7, 38-7, 43-7, 43-12, 48-12, 48-17, 53-17
Arbitre : Wayne Barnes 
Résumé
| Italie · Titulaires · 60e Andrea Masi 15 · 13e 23e Giulio Toniolatti 14 · 16e 47e Tommaso Benvenuti 13 · Matteo Pratichetti 12 · 64e Luke McLean 11 · 73e Riccardo Bocchino 10 · 37e 57e Edoardo Gori 9 · 6e 57e (cap.) Sergio Parisse 8 · 47e 36e Mauro Bergamasco 7 · Paul Derbyshire 6 · 48e Marco Bortolami 5 · Quintin Geldenhuys 4 · Lorenzo Cittadini 3 · 47e 33e à 47e Fabio Ongaro 2 · 48e Salvatore Perugini 1 · Remplaçants · 36e Tommaso D'Apice 16 · 48e Martin Castrogiovanni 17 · 48e Cornelius van Zyl 18 · 57e 77e Alessandro Zanni 19 · 57e Pablo Canavosio 20 · 73e Gonzalo Canale 21 · 60e Alberto Sgarbi 22 · Entraîneur · Nick Mallett |  | Russie · Titulaires · 15 Igor Klioutchnikov 33e · 14 Vassili Artemiev · 13 Andreï Kouzine · 12 Alexeï Makovetski 71e · 11 Vladimir Ostroouchko 51e · 10 Konstantin Ratchkov · 9 Alexandre Chakirov 28e · 8 Viktor Gressev · 7 Andreï Garbouzov 69e · 6 Viatcheslav Gratchiov 64e · 5 Adam Byrnes 65e · 4 Alexandre Voïtov · 3 Ivan Prichtchepenko 77e · 2 Vladislav Korchounov (cap.) 61e · 1 Vladimir Botvinnikov 54e 77e · Remplaçants · 16 Valeri Tsnobiladze 61e · 17 Alexandre Khrokine 54e · 18 Denis Antonov 65e · 19 Artiom Fatakhov 64e · 20 Alexandre Ianiouchkine 28e 34e · 21 Mikhaïl Sidorov 69e · 22 Iouri Kouchnariov 33e · Entraîneur · Nikolaï Nerouch |

### Australie - États-Unis
(mt : 22 - 5 )
Homme du match : Adam Ashley-Cooper 
Points marqués :
- Australie : 11 essais de Horne (8e), Elsom (10e), Beale (31e), Fainga'a (34e, 71e), Mitchell (45e), Pat McCabe (48e), Adam Ashley-Cooper (59e, 64e, 66e), Samo (78e), 6 transformations de Cooper (32e, 46e), Berrick Barnes (60e, 65e, 67e, 79e)

- États-Unis : 1 essai de Gagiano (23e)

Évolution du score : 5-0, 10-0, 10-5, 17-5, 22-5, 29-5, 34-5, 41-5, 48-5, 55-5, 60-5, 67-5
Arbitre : Nigel Owens 
Résumé
| Australie · Titulaires · 31e 40e Kurtley Beale 15 · 59e 64e 67e Adam Ashley-Cooper 14 · 35e 71e Anthony Fainga'a 13 · 8e 48e Rob Horne 12 · 45e Drew Mitchell 11 · Quade Cooper 10 · 49e (cap.) Will Genia 9 · 54e Wycliff Palu 8 · Ben McCalman 7 · 11e 47e Rocky Elsom 6 · Nathan Sharpe 5 · Rob Simmons 4 · 50e Ben Alexander 3 · Tatafu Polota-Nau 2 · James Slipper 1 · Remplaçants · 66e Stephen Moore 16 · 50e Sekope Kepu 17 · 54e Dan Vickerman 18 · 47e 75e Radike Samo 19 · 49e Luke Burgess 20 · 40e Berrick Barnes 21 · 48e 48e 66e Pat McCabe 22 · Entraîneur · Robbie Deans |  | États-Unis · Titulaires · 15 Blaine Scully 75e à 80e · 14 Colin Hawley · 13 Tai Enosa 73e · 12 Junior Sifa · 11 Kevin Swiryn · 10 Valenese Malifa · 9 Tim Usasz (cap.) 69e · 8 JJ Gagiano 23e · 7 Pat Danahy 75e · 6 Inaki Basauri · 5 Hayden Smith 61e · 4 Scott LaValla · 3 Eric Fry · 2 Phil Thiel 72e · 1 Shawn Pittman · Remplaçants · 16 Brian McClenahan 72e · 17 Mate Moeakiola · 18 Louis Stanfill 61e · 19 Nic Johnson 75e · 20 Mike Petri 69e · 21 Andrew Suniula · 22 Chris Wyles 73e · Entraîneur · Eddie O'Sullivan |

### Irlande - Russie
(mt : 36 - 0)
Homme du match : Ronan O'Gara 
Points marqués :
- Irlande : 9 essais de McFadden (9e), O'Brien (13e), Boss (38e), Earls (39e), (47e), Trimble (40e), Kearney (65e), Jennings (73e), Buckley (80e), 7 transformations de O'Gara (9e, 13e, 38e, 39e, 47e, 65e), Sexton (73e) et 1 pénalité de O'Gara (7e)
- Russie : 2 essais de Artemiev (50e), Simplikevitch (59e) et 1 transformation de Ratchkov (50e)

Évolution du score : 3-0, 10-0, 17-0, 24-0, 31-0, 36-0, 43-0, 43-7, 43-12, 50-12, 57-12, 62-12
Arbitre : Craig Joubert 
Résumé
| Irlande · Titulaires · 65e Rob Kearney 15 · 9e Fergus McFadden 14 · 39e 47e 48e Keith Earls 13 · Paddy Wallace 12 · 40e Andrew Trimble 11 · 65e Ronan O'Gara 10 · 38e 65e Isaac Boss 9 · Jamie Heaslip 8 · 13e 57e Sean O'Brien 7 · Donnacha Ryan 6 · (cap.) Leo Cullen 5 · 46e Donncha O'Callaghan 4 · 80e Tony Buckley 3 · Sean Cronin 2 · 50e Cian Healy 1 · Remplaçants · Rory Best 16 · 50e Mike Ross 17 · 46e Denis Leamy 18 · 57e 73e Shane Jennings 19 · 65e Eoin Reddan 20 · 65e Jonathan Sexton 21 · 48e Geordan Murphy 22 · Entraîneur · Declan Kidney |  | Russie · Titulaires · 15 Vassili Artemiev 50e · 14 Denis Simplikevitch 59e · 13 Andreï Kouzine · 12 Sergueï Trishin 74e · 11 Vladimir Ostroouchko 66e 71e · 10 Konstantin Ratchkov 8e à 18e · 9 Alexandre Ianiouchkine (cap.) 73e · 8 Viktor Gressev · 7 Andreï Garbouzov 46e · 6 Artiom Fatakhov · 5 Adam Byrnes · 4 Denis Antonov 48e · 3 Alexandre Khrokine 50e · 2 Valeri Tsnobiladze 74e · 1 Sergueï Popov 73e · Remplaçants · 16 Evgueni Matveïev 50e 54e 74e · 17 Ivan Prichtchepenko 50e · 18 Alexeï Travkine 73e · 19 Alexandre Voïtov 48e · 20 Andreï Bykanov 73e · 21 Mikhaïl Sidorov 46e 50e 54e · 22 Mikhaïl Babaïev 66e 71e 74e · Entraîneur · Nikolaï Nerouch |

### Italie - États-Unis
(mt : 20 - 10)
Homme du match : Martin Castrogiovanni 
Points marqués :
- Italie : 4 essais de Parisse (3e), Orquera (30e), Castrogiovanni (40e), de pénalité (67e), 2 transformations de Mi. Bergamasco (4e, 67e) et 1 pénalité de Mi. Bergamasco (22e)
- États-Unis : 1 essai de Wyles (18e), 1 transformation de Wyles (19e) et 1 pénalité de Wyles (28e)

Évolution du score : 7-0, 7-7, 10-7, 10-10, 15-10, 20-10, 27-10
Arbitre : George Clancy 
Résumé
| Italie · Titulaires · Luke McLean 15 · 54e Tommaso Benvenuti 14 · Gonzalo Canale 13 · Gonzalo García 12 · 71e Mirco Bergamasco 11 · 30e 67e Luciano Orquera 10 · 67e Fabio Semenzato 9 · 3e (cap.) Sergio Parisse 8 · Mauro Bergamasco 7 · Alessandro Zanni 6 · Cornelius van Zyl 5 · Quintin Geldenhuys 4 · 40e 72e Martin Castrogiovanni 3 · 73e Leonardo Ghiraldini 2 · 51e 72e Salvatore Perugini 1 · Remplaçants · 73e Fabio Ongaro 16 · 51e Andrea Lo Cicero 17 · Marco Bortolami 18 · 71e Paul Derbyshire 19 · 67e Edoardo Gori 20 · 67e Riccardo Bocchino 21 · 54e Giulio Toniolatti 22 · Entraîneur · Nick Mallett |  | États-Unis · Titulaires · 15 Chris Wyles 18e · 14 Takudzwa Ngwenya · 13 Paul Emerick · 12 Andrew Suniula 46e · 11 James Paterson · 10 Roland Suniula 72e · 9 Mike Petri 64e · 8 Nic Johnson 69e · 7 Todd Clever (cap.) · 6 Louis Stanfill 59e à 69e · 5 Hayden Smith · 4 John van der Giessen · 3 Mate Moeakiola 8' à 14' 56e · 2 Chris Biller 29e · 1 Mike MacDonald · Remplaçants · 16 Phil Thiel 29e · 17 Shawn Pittman 8e 14e 56e · 18 Scott LaValla 69e · 19 Pat Danahy · 20 Tim Usasz 64e · 21 Valenese Malifa 72e · 22 Blaine Scully 46e · Entraîneur · Eddie O'Sullivan |

### Australie - Russie
(mt : 47 - 5 )
Homme du match : Viktor Gressev 
Points marqués :
- Australie : 10 essais de Barnes (6e,78e), Mitchell (8e,50e), McCalman (10e), Pocock (13e,22e), Moore (38e), Ashley-Cooper (39e) et Ma'afu (43e) et 9 transformations de O'Connor (8e,10e,13e,22e,38e,39e,43e,50e,78e)
- Russie : 3 essais de Ostroushko (33e), Simplikevitch (61e), Ratchkov (70e), 2 transformations de Ratchkov (61e,70e) et 1 drop de Ratchkov (48e)

Évolution du score : 5-0, 12-0, 19-0, 26-0, 33-0, 33-5, 40-5, 47-5, 54-5, 54-8, 61-8, 61-15, 61-22, 68-22
Arbitre : Bryce Lawrence 
Résumé
| Australie · Titulaires · James O'Connor 15 · Radike Samo 14 · 39e Adam Ashley-Cooper 13 · 6e 78e Berrick Barnes 12 · 8e 50e 54e Drew Mitchell 11 · Quade Cooper 10 · Luke Burgess 9 · 10e Ben McCalman 8 · 13e 22e 41e David Pocock 7 · Scott Higginbotham 6 · Nathan Sharpe 5 · 41e (cap.) James Horwill 4 · 31e Sekope Kepu 3 · 38e 41e Stephen Moore 2 · James Slipper 1 · Remplaçants · Tatafu Polota-Nau 16 · 41e Saia Fainga'a 17 · 31e 43e Salesi Ma'afu 18 · 41e Rob Simmons 19 · 41e Rocky Elsom 20 · Will Genia 21 · 54e Nick Phipps 22 · Entraîneur · Robbie Deans |  | Russie · Titulaires · 15 Vassili Artemiev · 14 Denis Simplikevitch 61e · 13 Andreï Kouzine 60e · 12 Alexeï Makovetski · 11 Vladimir Ostroouchko 33e · 10 Iouri Kouchnariov 41e · 9 Alexandre Ianiouchkine 61e · 8 Viktor Gressev · 7 Viatcheslav Gratchiov 51e · 6 Artiom Fatakhov 73e · 5 Adam Byrnes · 4 Alexandre Voïtov · 3 Ivan Prichtchepenko 60e · 2 Vladislav Korchounov (cap.) · 1 Sergueï Popov 66e · Remplaçants · 16 Evgueni Matveïev 73e · 17 Vladimir Botvinnikov 66e · 18 Alexeï Travkine 60e · 19 Andreï Garbouzov 51e · 20 Alexandre Chakirov 61e · 21 Konstantin Ratchkov 41e 70e · 22 Mikhaïl Babaïev 60e · Entraîneur · Nikolaï Nerouch |

### Irlande - Italie
(mt :9 - 6)
Homme du match : Sean O'Brien 
Points marqués :
- Irlande : 3 essais de O'Driscoll (47e), Earls (52e, 80e), 2 transformations de O'Gara (48e), Sexton (80e) et 5 pénalités de O'Gara (7e, 18e, 35e, 43e) Sexton (69e)
- Italie : 2 pénalités de Mi. Bergamasco (11e, 21e)

Évolution du score : 3-0, 3-3, 6-3, 6-6, 9-6, 12-6, 19-6, 26-6, 29-6, 36-6
Arbitre : Jonathan Kaplan 
Résumé
| Irlande · Titulaires · Rob Kearney 15 · Tommy Bowe 14 · 47e 74e (cap.) Brian O'Driscoll 13 · Gordon D'Arcy 12 · 52e 80e Keith Earls 11 · 67e Ronan O'Gara 10 · 74e Conor Murray 9 · Jamie Heaslip 8 · Sean O'Brien 7 · 73e Stephen Ferris 6 · 59ePaul O'Connell 5 · Donncha O'Callaghan 4 · Mike Ross 3 · 53 eRory Best 2 · 73e Cian Healy 1 · Remplaçants · 53e Sean Cronin 16 · 73e Tom Court 17 · 59e Donnacha Ryan 18 · 73e Denis Leamy 19 · 74e Eoin Reddan 20 · 67e Jonathan Sexton 21 · 74e Andrew Trimble 22 · Entraîneur · Declan Kidney |  | Italie · Titulaires · 15 Andrea Masi · 14 Tommaso Benvenuti · 13 Gonzalo Canale · 12 Gonzalo García · 11 Mirco Bergamasco 49e · 10 Luciano Orquera 41e · 9 Fabio Semenzato 56e · 8 Sergio Parisse (cap.) 77e · 7 Mauro Bergamasco · 6 Alessandro Zanni · 5 Cornelius van Zyl 61e · 4 Quintin Geldenhuys · 3 Martin Castrogiovanni 34e · 2 Leonardo Ghiraldini 67e · 1 Salvatore Perugini · Remplaçants · 16 Fabio Ongaro 67e · 17 Andrea Lo Cicero 34e · 18 Marco Bortolami 61e · 19 Paul Derbyshire 49e · 20 Edoardo Gori 56e · 21 Riccardo Bocchino 41e · 22 Luke McLean 77e · Entraîneur · Nick Mallett |